# ドリアスピス
ドリアスピス（Doryaspis）は、デボン紀前期に生息していた魚類の仲間。
体長約15cm、頭についた突起で海底の砂や泥を払いのけ、プランクトン等の小さな生物を食べていたと推測されている。